# 1957년 대한민국
이 문서는 1957년 대한민국에서 일어난 사건을 다룬다.

## 재임자
- 대통령 : 이승만
- 부통령 : 장면